# Savenès
Savenès [savnɛs] ist eine französische Gemeinde mit 828 Einwohnern (Stand: 1. Januar 2022) im Département Tarn-et-Garonne in der Region Okzitanien. Die Gemeinde gehört zum Arrondissement Montauban und zum Kanton Verdun-sur-Garonne. Die Einwohner werden Savenèsiens genannt.

## Geographie
Savenès liegt etwa 24 Kilometer südwestlich von Montauban am Bach Pontarras, der in den an der nördlichen Gemeindegrenze verlaufenden Fluss Nadesse später einmündet. Umgeben wird Savenès von den Nachbargemeinden Verdun-sur-Garonne im Norden und Osten, Aucamville im Süden und Südosten, Le Burgaud im Süden und Südwesten, Beaupuy im Westen sowie Bouillac im Nordwesten.
| Jahr      | 1962 | 1968 | 1975 | 1982 | 1990 | 1999 | 2006 | 2013 |
| --------- | ---- | ---- | ---- | ---- | ---- | ---- | ---- | ---- |
| Einwohner | 513  | 475  | 402  | 382  | 431  | 454  | 643  | 778  |

## Sehenswürdigkeiten
- Kirche Notre-Dame-de-l’Assomption, Monument historique
- Kapelle Saint-Fort von 1836
- Schloss Savenès (auch: Schloss La Salle), erbaut 1660, Monument historique
- Schloss Arailh (auch: Schloss Fourcaran), 1645 erbaut
- Alte Mühle

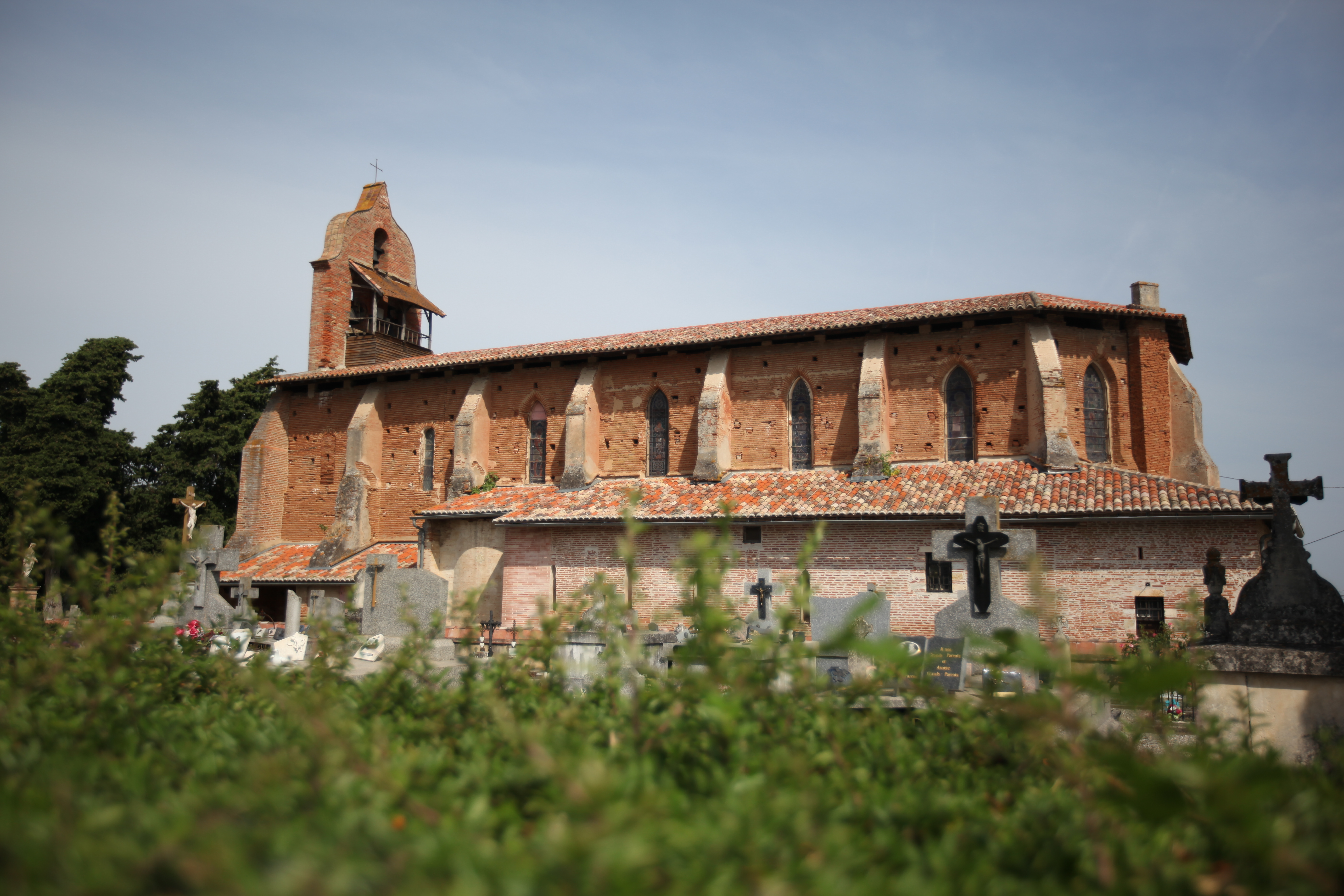
Kirche Notre-Dame-de-l’Assomption
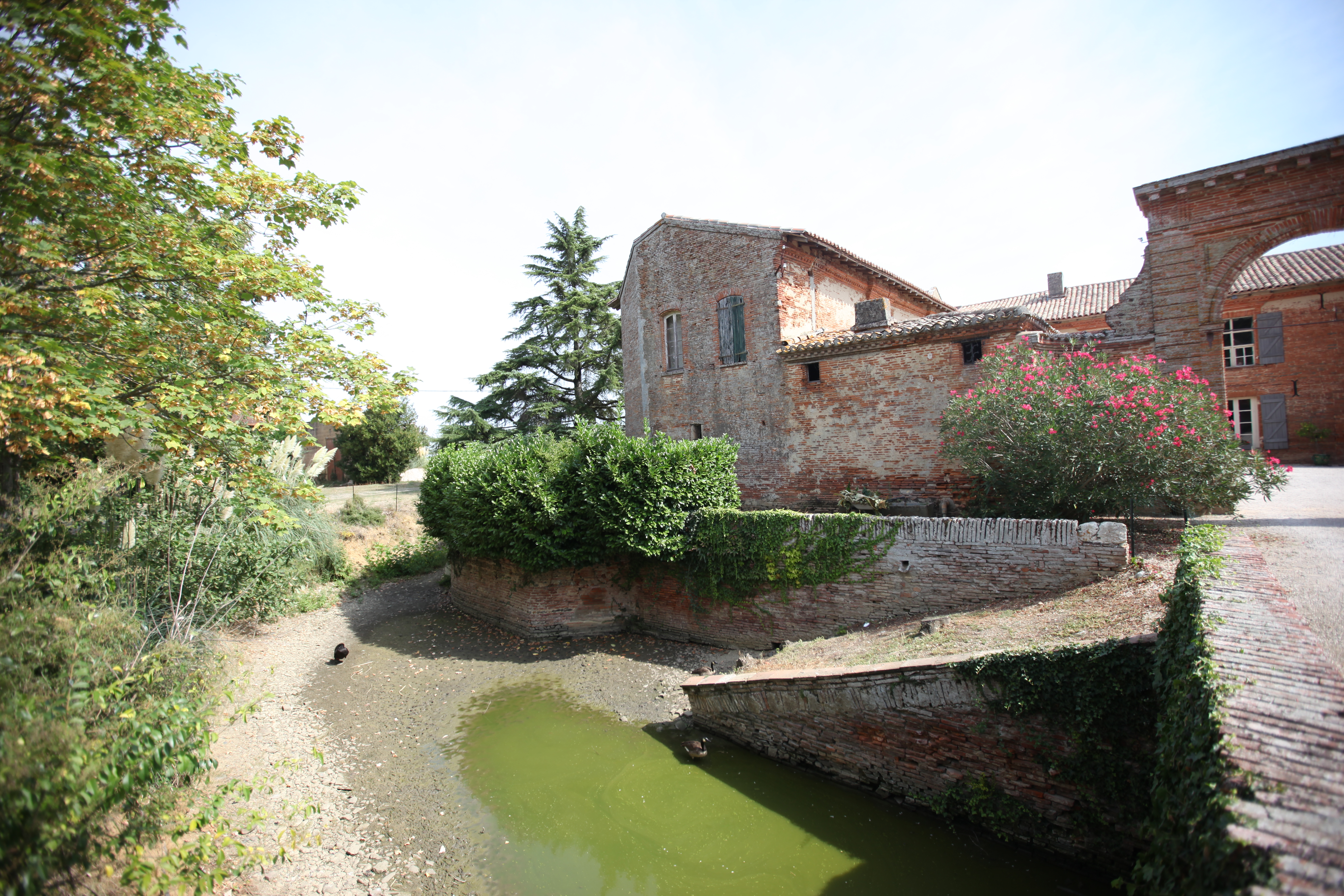
Schloss Savènes

## Persönlichkeiten
- Clément Michelin (* 1997), Fußballspieler